# Eduard von Steiger

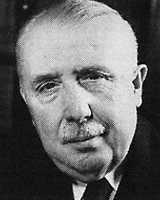
Eduard von Steiger

Eduard von Steiger (* 2. Juli 1881 in Langnau im Emmental; † 10. Februar 1962 in Bern; heimatberechtigt ebenda) war ein Schweizer Politiker (BGB). Als Bundesrat war er ab 1940 Justizminister, wodurch er massgeblich für die Flüchtlingspolitik der Schweiz im Zweiten Weltkrieg und die vollumfängliche Grenzsperre für jüdische Flüchtlinge verantwortlich war. Er bekleidete zudem zweimal das Amt des Bundespräsidenten.

## Werdegang
Steiger studierte nach der Matura, die er in Bern ablegte, von 1900 bis 1905 in Genf, Leipzig und Bern Jura. In Bern eröffnete er 1909 auch eine eigene Kanzlei. Dort war er 1914 bis 1917 im Stadtrat und von 1921 bis 1938 im Burgerrat. Für die Konservative Partei sass er ab 1914 auch im Berner Grossen Rat und präsidierte in der Folge mehreren kantonalen Kommissionen.
Als Parteipolitiker betrieb er den Zusammenschluss seiner Partei mit der Bernischen Bauern- und Bürgerpartei, deren Vertreter Rudolf Minger bereits seit 1929 im Bundesrat gesessen war, zur Bauern-, Gewerbe- und Bürgerpartei. 1939 wurde er Berner Regierungsrat. Er wurde am 10. Dezember 1940 in den Bundesrat gewählt. Dabei setzte er sich gegen seinen Parteikollegen Markus Feldmann durch, wobei die bernische BGB Feldmann vorgezogen hätte. Gerüchte über eine deutsche Einflussnahme auf seine Wahl wurden nie bestätigt.
Steiger war Bundespräsident in den Jahren 1945 und 1951 und Vizepräsident 1950. Am 31. Dezember 1951 übergab er sein Amt, nachdem er am 9. November seinen Rücktritt angekündigt hatte. Sein Nachfolger wurde Markus Feldmann. Während seiner Amtszeit stand Eduard von Steiger dem Justiz- und Polizeidepartement vor.
Von 1931 bis 1940 war er Bankrat der Schweizerischen Nationalbank (SNB), 1940 Vizepräsident des Verwaltungsrats der Schweizerischen Bundesbahnen (SBB) und von 1933 bis 1940 Verwaltungsrat der Schweizerischen Volksbank.

## Flüchtlingspolitik während des Zweiten Weltkrieges
«Das Departement [trug] nach Kriegsbeginn für den Vollzug der Flüchtlingspolitik die zentrale Verantwortung, weil es von 1938 bis 1942 zu einer Verlagerung der Kompetenzen von den Kantonen zu den Bundesbehörden kam. Es ist bekannt, dass im EJPD starke fremdenfeindliche und antisemitische Tendenzen herrschten und die Polizeiabteilung ihre Kräfte auf die Abwehr der Flüchtlinge konzentrierte.»
Trotz bereits rigoroser Durchsetzung der Abwehrmassnahmen gelangten noch österreichische Juden in die Schweiz. Ab Frühjahr 1942 wurden Juden zu Tausenden nach Osten deportiert, ab Mai begann die Massenvernichtung in Auschwitz. Allein am 16. Juli wurden über 13'000 französische Juden in Paris verhaftet und deportiert. Ende Juli erstattete der Stellvertreter von Fremdenpolizeichef Heinrich Rothmund, Robert Jezler, dem Bundesrat Bericht:
«Die übereinstimmenden und zuverlässigen Berichte über die Art und Weise, wie die Deportationen durchgeführt werden, und über die Zustände in den Judenbezirken im Osten sind derart grässlich, dass man die verzweifelten Versuche der Flüchtlinge, solchem Schicksal zu entrinnen, verstehen muss und eine Rückweisung kaum mehr verantworten kann.» Dennoch betonte er, man dürfe in der heutigen Kriegszeit, in der auch die Schweiz in gewissem Sinn um ihre Existenz kämpfen müsse, «nicht zimperlich» sein, und empfahl, bei der Aufnahme von Flüchtlingen in Zukunft «grosse Zurückhaltung» zu üben.
Am 13. August 1942 erliess das Justiz- und Polizeidepartement eine totale Grenzsperre für jüdische Flüchtlinge. Sie wurde etwas später vom Gesamtbundesrat bestätigt. Am 30. August 1942 führte die reformierte Jugendorganisation Junge Kirche in Zürich-Oerlikon eine schweizerische Landsgemeinde durch. Nachdem am Vormittag der Basler Pfarrer Walter Lüthi gesprochen hatte, hielt Eduard von Steiger am Nachmittag vor den rund 8000 anwesenden Jugendlichen eine Rede, in der er die restriktive Politik der Schweiz gegenüber den jüdischen Flüchtlingen im Zweiten Weltkrieg mit dem berühmt gewordenen Bild des «kleinen Rettungsbootes» zu rechtfertigen suchte: Wer ein schon stark besetztes kleines Rettungsboot mit beschränktem Fassungsvermögen und ebenso beschränkten Vorräten zu kommandieren hat, indessen Tausende von Opfern einer Schiffskatastrophe nach Rettung schreien, muss hart scheinen, wenn er nicht alle aufnehmen kann. Und doch ist er noch menschlich, wenn er beizeiten vor falschen Hoffnungen warnt und wenigstens die schon Aufgenommenen zu retten sucht.
Die Zahl der abgewiesenen und damit grossteils in den Tod getriebenen Juden ist umstritten, es wird von bis zu 25'000 oder «nur» einigen tausend gesprochen; letztere Einschätzung stützt sich darauf ab, dass wohl viele Flüchtlinge mehrmals versuchten, die gesperrte Grenze zu überqueren und es damit zu Mehrfachzählungen kam.

## Nachkriegszeit
Vor der berühmten Rede Winston Churchills 1946 in Zürich ergab sich das Problem, dass damals Ausländern politische Ansprachen noch verboten waren. Von Steiger verlangte im Bundesrats-Kollegium, Churchill müsse aufgefordert werden, seine Rede vorher dem Bundesrat zu unterbreiten. Der Bundesrat beschloss dann 'nur', einige Auflagen für die Rede aufzustellen, an die sich Churchill  aber offenbar nicht hielt.
Eduard von Steiger und seine Frau Beatrix von Steiger waren Ehrenbürger von Langnau im Emmental. 2013 lehnte der Gemeinderat Langnaus die Forderung der JungsozialistInnen Schweiz (JUSO) auf Widerrufung des Ehrenbürgerrechts mit der Begründung ab, dies könne die zweifelhafte Flüchtlingspolitik der damaligen Landesregierung nicht rückgängig machen. Von Steiger liegt auf dem Berner Schosshaldenfriedhof begraben. Sein Familiennachlass befindet sich in der Burgerbibliothek Bern.

## Wahlergebnisse in der Bundesversammlung
- 1941: Wahl in den Bundesrat mit 130 Stimmen (absolutes Mehr: 114 Stimmen)
- 1943: Wiederwahl als Bundesrat mit 183 Stimmen (absolutes Mehr: 98 Stimmen)
- 1944: Wahl zum Bundespräsidenten mit 182 Stimmen (absolutes Mehr: 95 Stimmen)
- 1947: Wiederwahl als Bundesrat mit 186 Stimmen (absolutes Mehr: 100 Stimmen)
- 1949: Wahl zum Vizepräsidenten des Bundesrates mit 182 Stimmen (absolutes Mehr: 96 Stimmen)
- 1950: Wahl zum Bundespräsidenten mit 167 Stimmen (absolutes Mehr: 90 Stimmen)